# Caumont-l'Éventé

Caumont-l'Éventé este o comună în departamentul Calvados, Franța. În 1 ianuarie 2018 avea o populație de 1.321 de locuitori.